# Infinite (együttes)
Az Infinite (hangul:  인피니트,  Inphinithu, RR: Inpiniteu)) 2010-ben alakult héttagú dél-koreai idolegyüttes, melyet a Woollim Entertainment hozott létre. Az együttes első minialbumának producere az Epik High két tagja, Tablo és Mithra Jin voltak.

## Története

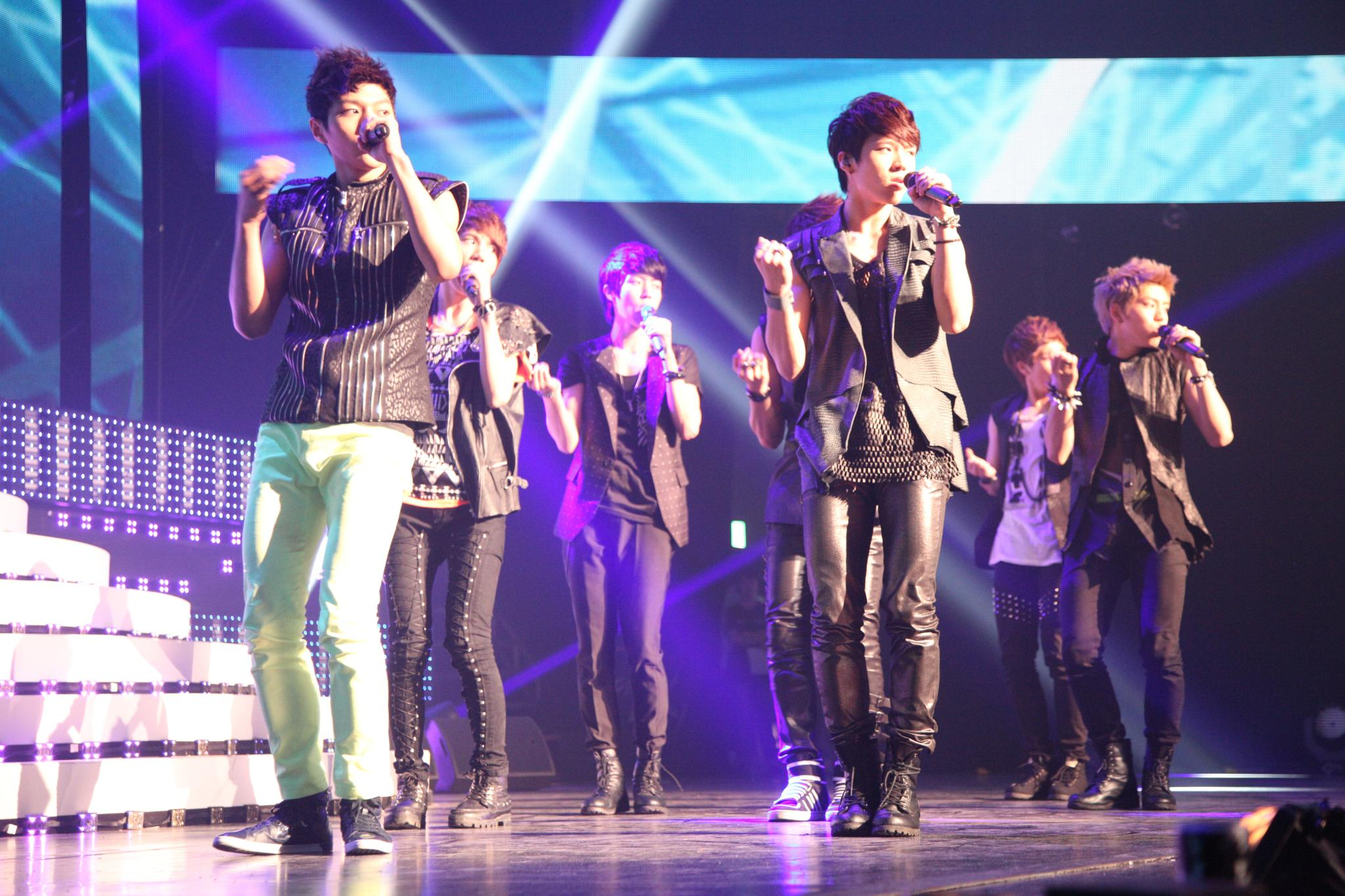
Az Infinite színpadon

Az Infinite 2010-ben alakult, egy valóságshow (You're My Oppa) keretében, illetve szerepeltek az Epik High Run című dalának videóklipjében is. Első minialbumuk First Invasion címmel jelent meg.
2017 augusztusában Hoja (Hoya) kilépett az együttesből.

## Tagjai
| Művésznév                | Művésznév | Születési név                  | Születési név | Születési dátum               | Pozíció         |
| Átírt                    | Hangul    | Átírt                          | Hangul        | Születési dátum               | Pozíció         |
| ------------------------ | --------- | ------------------------------ | ------------- | ----------------------------- | --------------- |
| Szonggju (Seong-gyu)     | 성규      | Kim Szonggju (Kim Seong-gyu)   | 김성규        | 1989. április 28. (35 éves)   | vezér, fő vokál |
| Dongu (Dong-woo)         | 동우      | Csang Dongu (Jang Dong-woo)    | 장동우        | 1990. november 22. (34 éves)  | fő rapper       |
| Uhjon (Woo-hyeon)        | 우현      | Nam Uhjon (Nam Woo-hyeon)      | 남우현        | 1991. február 8. (34 éves)    | fő vokál        |
| Szongjol (Seong-yeoul)   | 성열      | I Szongjol (Lee Seong-yeol)    | 이성열        | 1991. augusztus 27. (33 éves) | Vokál           |
| L                        | 엘        | Kim Mjongszu (Kim Myeong-su)   | 김명수        | 1992. március 13. (33 éves)   | vokál           |
| Szongdzsong (Seong-jong) | 성종      | I Szongdzsong (Lee Seong-jong) | 이성종        | 1993. szeptember 3. (31 éves) | vokál           |

### Korábbi tagok
| Művésznév   | Művésznév | Születési név        | Születési név | Születési dátum             | Pozíció       |
| Átírt       | Hangul    | Átírt                | Hangul        | Születési dátum             | Pozíció       |
| ----------- | --------- | -------------------- | ------------- | --------------------------- | ------------- |
| Hoja (Hoya) | 호야      | I Hovon (Lee Ho-won) | 이호원        | 1991. március 28. (33 éves) | Rapper, vokál |

## Diszkográfia

### Koreai megjelenések
| № п/п | Album információ                                                                                 | Tartalom |
| ----- | ------------------------------------------------------------------------------------------------ | --- |
| 1     | First Invasion - Ország: Dél-Korea - Típus: 1. EP - Megjelenés dátuma: 2010. június 9.           | Dalok listája 1. 다시 돌아와 2. She's Back 3. 날개 4. 붙박이 별 5. 맡겨 |
| 2     | Evolution - Ország: Dél-Korea - Típus: 2. EP - Megjelenés dátuma: 2011. január 6.                | Dalok listája 1. Intro (Evolution) 2. BTD (Before The Dawn) 3. Can U Smile 4. Hysterie 5. 마음으로.. (Voice Of My Heart) 6. 몰라 |
| 3     | INSPIRIT - Ország: Dél-Korea - Típus: 1. Single - Megjelenés ideje: 2011. március 17.            | Dalok listája 1. Nothing's Over 2. Shot 3. Can You Smile (Remake) |
| 4     | Over The Top - Ország: Dél-Korea - Тípus: 1. Studio Album - Megjelenés ideje: 2011. július 21.   | Dalok listája 1. OVER THE TOP 2. 내꺼하자 3. 3분의1 4. Tic Toc 5. Julia 6. Because (Sungkyu Solo) 7. 시간아 (Woohyun Solo) 8. Amazing 9. Crying (Infinite H feat. Baby Soul) 10. Real Story |
| 5     | Paradise - Ország: Dél-Korea - Típus: Special Repackage - Megjelenés ideje: 2011. szeptember 26. | Dalok listája 1. OVER THE TOP 2. 내꺼하자 3. 파라다이스 (Paradise) 4. Cover Girl 5. 3분의1 6. Tic Toc 7. Julia 8. Because (Sungkyu Solo) 9. 시간아 (Woohyun Solo) 10. Amazing 11. Crying (Infinite H feat. Baby Soul) 12. Real Story 13. 내꺼하자 (Remix Ver.)                                                                         |
| 6     | White Confession - Ország: Dél-Korea - Típus: 3. Single - Megjelenés ideje: 2011. december 26.   | Dalok listája 1. 하얀 고백 (Lately) |
| 7     | INFINITIZE - Ország: Dél-Korea - Típus: 3. EP - Megjelenés ideje: 2012. május 15.                | Dalok listája 1. INFINITIZE 2. 추격자 (The Chaser) 3. Feel So Bad 4. 그해여름 (In The Summer) 5. 눈물만 (Only Tears) 6. 니가좋다 7. With… |
| 8     | New Challenge - Ország: Dél-Korea - Típus: 4. EP - Megjelenés ideje: 2013. március 21.           | Dalok listája 1. Welcome To Our Dream 2. 맨인러브 (Man In Love) 3. 이보다 좋을순 없다 (As Good As It Gets) 4. 그리움이 닿는 곳에 (Still I Miss You) 5. Beautiful 6. 60 초 (60 Sec, INFINITE vers.) 7. 불편한 진실 (Inconvenient Truth)                                                                                                 |
| 9     | Destiny - Ország: Dél-Korea - Típus: 2. Single - Megjelenés ideje: 2013. július 16.              | Dalok listája 1. Destiny 2. Inception 3. 너에게 간다 (Going To You) 4. 엄마 (Mother) |
| 10    | Season 2 - Ország: Dél-Korea - Тípus: 2. Studio Album - Megjelenés ideje: 2014. május 21.        | Dalok listája 1. Season 2 2. Last Romeo 3. Follow Me 4. 로시난테 (Rosinante) 5. 숨 좀 쉬자 (Breathe) 6. Light (Sungkyu Solo) 7. Alone (INFINITE H) 8. Memories 9. 나란 사람 (Person Like Me) 10. Reflex 11. 미치겠어 (INFINITE F) (I'm Going Crazy) 12. 눈을 감으면 (Woohyun Solo) (If You Close Your Eyes) 13. 소나기 (Shower)        |
| 11    | Be Back - Ország: Dél-Korea - Тípus: 2. Special Repackage - Megjelenés ideje: 2014. július 22.   | Dalok listája 1. Season 2 2. Last Romeo 3. Back 4. Diamond 5. 로시난테 (Rosinante) 6. 숨 좀 쉬자 (Breathe) 7. Light (Sungkyu Solo) 8. Alone (INFINITE H) 9. Memories 10. 나란 사람 (Person Like Me) 11. Reflex 12. 미치겠어 (INFINITE F) (I'm Going Crazy) 13. 눈을 감으면 (Woohyun Solo) (If You Close Your Eyes) 14. 소나기 (Shower) |

| Promotált dalok                       | Promotált dalok |
| ------------------------------------- | --------------- |
| 다시 돌아와 (Come Back Again)         | 2010            |
| She's Back                            | 2010            |
| BTD (Before The Dawn)                 | 2011            |
| Hysterie                              | 2011            |
| Can U Smile                           | 2011            |
| Shot                                  | 2011            |
| Nothing's Over                        | 2011            |
| 내꺼하자 (Be Mine)                    | 2011            |
| 3분의 1 (One Third)                   | 2011            |
| Amazing                               | 2011            |
| 파라다이스 (Paradise)                 | 2011            |
| Tic Toc                               | 2011            |
| 하얀 고백 (Lately)                    | 2011            |
| 추격자 (Chaser)                       | 2012            |
| 그 해 여름 (In The Summer)            | 2012            |
| 눈물만 (Only Tears)                   | 2012            |
| Man In Love (남자가 사랑할때)         | 2013            |
| 그리움이 닿는 곳에 (Still I Miss You) | 2013            |
| Destiny                               | 2013            |
| Inception                             | 2013            |
| 너에게 간다 (Going To You)            | 2013            |
| 엄마 (Mom)                            | 2013            |
| Last Romeo                            | 2014            |
| Memories                              | 2014            |
| 소나기 (Shower)                       | 2014            |
| Back                                  | 2014            |
| Diamond                               | 2014            |